# میکونی
میکونی (انگلیسی: Mikuni) شرکت خودروسازی ژاپنی است، که در سال ۱۹۲۳ تأسیس شد.